# Нандролона фенилпропионат
Нандроло́на фенилпропиона́т — лекарственное средство, относящееся к группе анаболических стероидов. Белый с кремоватым оттенком кристаллический порошок. Трудно растворим в спирте, практически нерастворим в воде.
Является активным, короткого действующим анаболическим стероидом.Полураспад 3 дня. Пик через сутки после введения. После однократной инъекции эффект сохраняется 7-15 дней. Оказывает слабое андрогенное действие. Может и используется женщинами.

## Показания к применению
Нарушения белкового анаболизма при кахексии различного происхождения, астении, инфекционные и другие заболевания, сопровождающиеся потерей белка. Тяжёлые травмы, операции, ожоги. Межуточно-гипофизарная недостаточность, хроническая недостаточность надпочечников, диабетические ангиопатии (ретинопатии и нефропатии), гипофизарная карликовость. Апластическая анемия, язвенная болезнь желудка и двенадцатиперстной кишки, хронические заболевания почек, сопровождающиеся потерей белка и азотемией, хронические заболевания лёгких. Остеопороз, замедленное образование костной мозоли, большие переломы и пластические операции на костях, миопатии и прогрессирующая мышечная дистрофия; старческая дегенерация сетчатки. Детям назначают при задержке роста, анорексии, упадке питания и т. п. Лицам пожилого и старческого возраста иногда рекомендуется для улучшения компенсаторных и адаптационных процессов.

## Противопоказания
Гипертрофия и рак предстательной железы, острый и хронический простатит, острые заболевания печени, сердечная недостаточность, ИБС, инфаркт миокарда, рак молочной железы, гиперкальциемия, беременность и кормление грудью.

## Способ применения и дозы
Вводят внутримышечно в виде масляного раствора.
Назначают взрослым 1 раз в 7-10 дней по 0,025—0,05 г (25—50 мг); детям — из расчёта 1,0—1,5 мг/кг в месяц, причём ¼—⅓ этой дозы вводят через каждые 7-10 дней. Курс лечения продолжается обычно 1,5—2 месяца. При необходимости лечение повторяют после месячного перерыва.
Детям с задержкой роста(при церебрально-гипофизарном нанизме) препарат вводят длительное время (до 1-2 лет).

## Побочное действие
- Головная боль - 20%
- Ринит (выделения из носа) - 15%
- Боль в спине - 15%
- Сыпь - 10%

Помимо этого, во время курса иногда возникают: подъём артериального давления, боли в животе, раздражительность, головные боли, депрессия и некоторые другие осложнения.